# Doomsday (banda)
Doomsday es una banda mexicana de rock fundada en 1994 en León, Guanajuato. Tienen influencias de grupos como: Electric Light Orchestra, Emerson, Lake & Palmer, Stratovarius, Yngwie Malmsteen, Dio, Helloween, Deep Purple, Rainbow, Judas Priest, Black Sabbath, Warlord, King Diamond, Iron Maiden, The Alan Parsons Project, The Beatles, entre otros.

## Historia

### Inicios
La banda fue creada por Omar Jacobo en la industriosa ciudad de León en el centro de México. Todos los integrantes tenían otras bandas y se juntaron para crear Heavy metal clásico, género poco popular en aquellos años.
En un principio Omar tocaba la guitarra y años después se pasaría al teclado, básicamente porque no había quien más ejecutara dicho instrumento.
Después de muchos cambios de integrantes, el proyecto se queda congelado cuando Omar entra a la banda local Aztaroth en 1996 donde graba 2 discos.
En 1998 la banda se reforma y Omar se dedica a Doomsday grabando algunos demos con el cantante Ulises Robledo. Con esta alineación tocan junto a Los Ángeles del Infierno frente a 3000 personas con gran éxito en la misma ciudad de León.

### Cambios
En 1999 Lucero de Anda entra a la banda/proyecto y en el 2001 graban el demo “Holy War”.
En el 2002 Doomsday es invitado a participar en un tributo a Luzbel (que aún no se publica) junto a bandas de todo el continente americano.
En el año 2003 por presiones de sus amigos, Omar Jacobo comienza a grabar todos los instrumentos en su estudio casero lo que sería “La Muerte del Rey Arturo” en un proceso que después describiría como “totalmente estresante”. El disco se publica con la ayuda de la tienda de discos La Cadena del Rock y logran vender una cantidad importante de unidades en especial fuera de su país natal.
En ese mismo año se publica en Francia un disco titulado “Metal Action 3” con bandas europeas y una estadounidense, siendo Doomsday la única banda de habla hispana.
Con el disco ya en las calles, se integran a la banda los otros 2 hermanos Jacobo; Isaac y Daniel, así como su primo Jorge Zamora con quienes Doomsday salió a tocar a varios lugares de la república con una muy buena aceptación del público. Poco tiempo después entra Enrique Eskeda en sustitución de Jorge.
En el año 2005 sale Lucero y entra Patricio Medina como vocalista. Patricio y Omar se conocen desde la preparatoria y estuvieron en una banda juntos a principios de los noventa.
Con esta alineación graban un demo llamado “Gloria en la Batalla”.
Por motivos de trabajo Omar Jacobo debe irse a vivir a Guadalajara, Jalisco y Enrique Eskeda sale de la banda.
Eric Muñoz contacta a Omar pues en Guadalajara se llevaba a cabo un evento anual llamado “Guitar Tribute” y le faltaba un teclista. Omar acepta tocar con él y a pesar de que solo tuvieron una semana de preparación logran sacar adelante canciones de Rainbow, Tony McAlpine e Yngwie Malmsteen en dicho evento. Días después, Eric acepta unirse a Doomsday.

### Ante las Ruinas de una Utopía
Después de algunas presentaciones y viendo el potencial de la alineación, una nueva grabación comienza, esta vez con más medios y equipo disponible.
El nuevo disco se tituló “Ante las Ruinas de una Utopía” y se lanzó el 7 de julio de 2007.

### After Death and Ruins
After Death and Ruins fue su primer disco en inglés. Es un Mini LP que incluye 2 canciones, “Howling Wind” que originalmente venía en el disco “La Muerte del Rey Arturo” y “With the Stars”, canción incluida en "Ante las Ruinas de una Utopía".
Ambas grabaciones son nuevas y Omar Jacobo grabó las guitarras pues Eric Muñoz salió de la banda.
El disco se publicó en Internet a mediados de 2009. Su distribución es gratuita.

### Superstition
El primer LP de la banda en inglés se llama Superstition e incluye 10 canciones. Una de ellas es una versión de la Sinfonía de "Geist und Seele wird verwirret" de Johann Sebastian Bach. Esta canción se grabó con un órgano de tubos en el templo expiatorio de la ciudad de León.
Superstition tiene un sonido más parecido a su primer disco, es decir, más enfocado al Heavy Metal Neoclásico. Participaron Patricio Medina en la voz y Daniel e Isaac Jacobo en la batería y el bajo respectivamente, Omar Jacobo se hace cargo de los teclados y las guitarras.

## Cambio de alineación
En el año 2012 entra el vocalista Juan «Gato» Ramírez y en 2015 el bajista Miguel Hernández (antiguo compañero de Omar en una banda a principios de los 90's) y así, junto a Daniel, Omar y Enrique, tocan esporádicamente en la zona centro y sur de México.
En 2017 Juan, Daniel y Omar graban el EP «Tempestad».

### Ante las Ruinas de una Utopía 2.0
Para este álbum remezclado y masterizado ahora por Omar Jacobo, se utilizaron las pistas que Patricio Medina grabó en casa de Omar (él siempre creyó que eran mejores), a diferencia de la versión que salió originalmente donde se usaron grabaciones hechas en un estudio diferente.

### La Muerte del Rey Arturo (Versión remasterizada 2019) [¨Bonus track]
Este disco se remasterizó y se agregó una canción llamada «Sombras» que se había grabado y almacenado en 2004. Omar Jacobo quería agregar una batería real a todo el disco pero los archivos originales no fueron encontrados.

### Persecución
Rescatado de un antiguo disco duro, la canción original de Luzbel «Persecución» se arregló y se regrabaron la batería y la voz para así poder publicarse (con permiso de los autores) en plataformas digitales.

### Leyendas
Inspirado en leyendas e historias de su zona geográfica y otros lugares, Omar Jacobo empieza a escribir el álbum «Leyendas» durante la pandemia del año 2020. Daniel Jacobo y Juan Ramírez graban la batería y la voz mientras Omar se hace cargo de los demás instrumentos.
El sencillo de 2020 «El cantil de las águilas», inspirado en un lugar que visitaba Omar cuando era niño se planeó como un adelanto de «Leyendas» y se iba a agregar a dicho álbum pero la idea fue desechada.
«Leyendas» fue publicado en julio de 2021 y ya es el disco más escuchado de la banda según estadísticas de plataformas digitales.
«Leyendas» fue remasterizado y publicado en formato físico (CD) el 22 de febrero de 2023.

### Reedición de «La muerte del rey Arturo»
Bajo el nombre de «La muerte del rey Arturo Edición XXII aniversario» se publicó esta reedición a la que se le agregaron batería y bajo reales, instrumentos tocados por Isaac y Daniel Jacobo.
Al haberse perdido los archivos de la grabación original, se utilizó IA para separar los instrumentos y poder trabajar en la grabación. Además del bajo y la guitarra; Omar Jacobo grabó todas las guitarras rítmicas y algunos teclados.
La voz original fue procesada y mejorada utilizando técnicas modernas y se agregaron algunos coros. La portada original fue modificada.
Se publicó en CD digipack el 15 de marzo de 2024 y en plataformas digitales el 16 de abril del mismo año.

## Sonido
Doomsday es básicamente una banda de heavy metal melódico con influencias de música clásica. En algunas reseñas de “La Muerte del Rey Arturo” se comparaba el sonido de la banda con los primeros discos de Yngwie Malmsteen.
Doomsday tiene también una marcada influencia del rock progresivo "ligero" y sinfónico de los 70's (Alan Parsons Project, Asia, Electric Light Orchestra) y el uso de instrumentos antiguos y sintetizadores en sus discos es muy importante, siendo en ocasiones el instrumento principal.
Otra característica de Doomsday es que, al igual que en las bandas arriba mencionadas, los solos de las canciones no suelen ser largos y algunas ocasiones carecen de ellos.

## Libros
Doomsday ha sido reseñado y mencionado en los libros "Cimientos del metal mexicano" de Vicente Terán y «El Requinto de la Soledad: Testimonios de Melodías Solitarias» de Vicente Torres.

## Discografía

### Álbumes de estudio
- La muerte del rey Arturo Edición XXII aniversario – 2024
- Leyendas – 2021
- Superstition – 2011
- Ante las Ruinas de una Utopía – 2007
- La muerte del rey Arturo – 2003

### Álbumes de estudio (ediciones especiales)
- Ante las Ruinas de una Utopía 2.0 (2019) – 2007
- La Muerte del Rey Arturo (Versión remasterizada 2019) [¨Bonus track] – 2003

### Compilaciones
- Metal Action 3 (Francia) – 2003
- El Rock no tiene la culpa (México) – 2004

### Sencillos
- No te veo – 2025
- The Day of the Dead – 2024
- She's Gone – 2024
- Persecución – 2020
- El Cantil de las Águilas – 2020

### EPs
- Tempestad – 2017
- After Death and Ruins – 2009
- Gloria en la Batalla – 2005
- Holy War – 2001

### Demos
- Demo – 1998